# Archidiocèse de Bamako
L’archidiocèse de Bamako est une juridiction de l'Église catholique au Mali, unique siège métropolitain du pays. 

## Historique
La préfecture apostolique du Sahara et du Soudan est érigée en 1868. Elle devient vicariat apostolique en 1891 qui est rebaptisé vicariat apostolique du Sahara au Soudan français le 19 juillet 1901. 
Le 2 juillet 1921, il est divisé en vicariat apostolique de Bamako et vicariat apostolique de Ouagadougou. 
Le vicariat perd progressivement des territoires à l'occasion de l'érection des préfectures apostoliques de Bobo-Dioulasso (aujourd'hui au Burkina Faso) en 1927, N'Zérékoré (aujourd'hui en Guinée) en 1937, Gao (aujourd'hui diocèse de Mopti) en 1942 et Kayes en 1947. 
Le 14 septembre 1955, il est élevé au rang d'archidiocèse métropolitain. Le 10 mars 1962, il perd à nouveau du territoire à l'occasion de la création du diocèse de Ségou.
Son siège se trouve en la cathédrale du Sacré-Cœur-de-Jésus de Bamako.

## Liste des ordinaires

### Préfet apostolique du Sahara et du Soudan
- 1868-1892, cardinal Lavigerie, administrateur du Sahara et du Soudan.

### Vicaires apostoliques du Sahara et du Soudan
- 1892-1897 : Anatole Toulotte
- 1898-1901 : Augustin Hacquard

### Vicaires apostoliques du Sahara au Soudan Français
- 1901-1910 : Hippolyte Bazin
- 1911-1920 : Alexis Lemaître

### Vicaires apostoliques de Bamako
- 1921-1928 : Émile Sauvant - Prix Verrière de l’Académie française en 1935
- 1928-1949 : Paul-Marie Molin
- 1949-1955 : Pierre-Louis Leclerc

### Archevêques de Bamako
- 1955-1962 : Pierre-Louis Leclerc
- 10 mars 1962-11 février 1998 : Luc Auguste Sangaré
- 27 juin 1998-25 juillet 2024 : Jean Zerbo (créé cardinal le 28 juin 2017)
- 25 juillet 2024- : Robert Cissé

## Diocèses suffragants
L'archidiocèse de Bamako a cinq diocèses suffragants :
- Diocèse de Kayes
- Diocèse de Mopti
- Diocèse de San
- Diocèse de Ségou
- Diocèse de Sikasso

### Sources
- Les diocèses du Mali – éléments d’histoire